# Diksmuide
Diksmuide (francouzsky Dixmude) je město v Belgii. Je správním centrem jednoho z okresů (arrondissementů) ve vlámské provincii Západní Flandry. Má 16 466 obyvatel (1. leden 2015) a rozkládá se na ploše 149,40 km².
Diksmuide leží na řece Yser blízko jejího ústí do Severního moře. Jeho západní část je z převážné části tvořena polderem, protkaným odvodňovacími kanály. Hlavní ekonomickou činností je zemědělství a vyrábí se zde známé diksmuidské máslo.

## Historie

### Středověké počátky
V 9. století existovala franská osada Dicasmutha u ústí jednoho potoka blízko řeky Yser.
V 10. století zde již byla kaple a tržiště.
O dvě století později získalo Diksmuide městskou listinu a roku 1270 byly vybudovány hradby.
Z hlediska hospodářství bylo nejdůležitější zemědělství a produkce mléčných výrobků a lněných tkanin.
Historie města od 15. století do Velké francouzské revoluce byla ovlivněna válkami, které spolu sváděly Nizozemsko, Francie, Španělsko a Rakousko, což mělo na jeho rozvoj nepříznivý dopad.
19. století bylo klidnější a ekonomicky úspěšnější.

### První světová válka
Na začátku první světové války německá vojska překročila belgickou hranici blízko Arlonu a spěchala k Severnímu moři zajistit francouzské přístavy Calais a Dunkerque.
Když v říjnu 1914 německá armáda dorazila do blízkosti Diksmuide, Belgičané otevřeli hráze na řece Yser a zaplavili oblast.
Řeka tak až do konce války vytvořila frontovou linii.
Prvnímu útoku muselo město čelit 16. října 1914 a touto událostí začala bitva na Yseru.
Na konci války bylo město v troskách a ve 20. letech 20. století bylo celé přestavěno.

## Zajímavosti
- Diksmuidská zvonice má zvonkohru s 30 zvonky a spolu s dalšími zvonicemi v Belgii a ve Francii figuruje na Seznamu světového dědictví UNESCO.
- Městská radnice a sousední kostel sv. Mikuláše byly zcela přestavěny po první světové válce v gotickém stylu 14. a 15. století.
- „Zákop smrti“ (nizozemsky Dodengang), nacházející se přibližně 1,5 km od centra města v bývalé obci Kaaskerke, je pozůstatkem fronty z první světové války.
- Věž IJzertoren byla vztyčena jako mírový památník po skončení první světové války a přebudována po druhé světové válce. Ve věži sídlí muzeum první světové války, které vlastní OSN a ve kterém lze mimo jiné ucítit pach yperitu. V IJzertoren se každoročně koná IJzerbedevaart, oslava míru a vlámské politické autonomie. Od druhé světové války je tato akce spojená se setkáními neonacistů. Radikálnější vlámští nacionalisté jsou nyní sdruženi v organizaci IJzerwake.
- Kolem Diksmuide se nachází několik vojenských hřbitovů, jako např. německý hřbitov v bývalé obci Vladslo, na kterém bylo pochováno více než 25 000 německých vojáků.

## Administrativní uspořádání
Diksmuide je obec s největší rozlohou (149,40 km²) v provincii Západní Flandry. Obec dnes kromě vlastního Diksmuide zahrnuje dalších 14 bývalých obcí, které k němu byly postupně připojovány:
- roku 1924 byla k Diksmuide připojena část bývalé obce Esen;
- roku 1965 došlo k připojení bývalých obcí Esen a Kaaskerke;
- roku 1971 bylo provedeno slučování okolních obcí – Keiem byl připojen k Beerstu; Lampernisse, Oostkerke a Stuivekenskerke se staly součástí Pervijze; Oudekapelle, Nieuwkapelle a Sint-Jacobskapelle utvořily novou obec s názvem Driekapellen; farnost Jonkershove, která do té doby patřila k obci Woumes, byla připojena k obci Houthulst;
- roku 1977 byly obce Beerst, Driekapellen, Leke, Vladslo, Woumen a Pervijze připojeny k Diksmuide.

| #    | Přehled bývalých obcí | Rozloha (km²) | Počet obyv. (2001) |
| ---- | --------------------- | ------------- | ------------------ |
| I    | Diksmuide             | 2,12          | 4.962              |
| II   | Esen                  | 17,53         | 1.941              |
| III  | Kaaskerke             | 8,73          | 433                |
| IV   | Beerst                | 11,66         | 1.036              |
| V    | Vladslo               | 17,33         | 1.259              |
| VI   | Leke                  | 10,73         | 1.078              |
| VII  | Keiem                 | 12,92         | 1.242              |
| VIII | Stuivekenskerke       | 7,34          | 157                |
| IX   | Pervijze              | 12,23         | 883                |
| X    | Lampernisse           | 13,62         | 182                |
| XI   | Oostkerke             | 3,77          | 311                |
| XII  | Oudekapelle           | 6,51          | 152                |
| XIII | Sint-Jacobskapelle    | 3,25          | 96                 |
| XIV  | Nieuwkapelle          | 7,85          | 390                |
| XV   | Woumen                | 13,83         | 1.341              |

Obec Diksmuide sousedí s následujícími obcemi nebo jejich částmi:
| - a. Zande (obec Koekelare) - b. Koekelare (obec Koekelare) - c. Bovekerke (obec Koekelare) - d. Werken (obec Kortemark) - e. Zarren (obec Kortemark) - f. Klerken (obec Houthulst) - g. Jonkershove (obec Houthulst) - h. Merkem (obec Houthulst) - i. Reninge (město Lo-Reninge) |

| - j. Lo (město Lo-Reninge) - k. Alveringem (obec Alveringem) - l. Zoutenaaie (město Veurne) - m. Eggewaartskapelle (město Veurne) - n. Avekapelle (město Veurne) - o. Veurne (město Veurne) - p. Ramskapelle (obec Nieuwpoort) - q. Schore (obec Middelkerke) - r. Sint-Pieters-Kapelle (obec Middelkerke) |

Mapa Diksmuide: římskými číslicemi jsou značeny části obce Diksmuide a písmeny části sousedních obcí.

## Demografický vývoj
Zdroj: NIS – Poznámka: údaje z let 1806 až 1970 včetně jsou výsledky sčítání lidu z 31. prosince; od roku 1977 se uvedený počet obyvatel vztahuje k 1. lednu
- 1924: připojení části obce Esen (+300 obyvatel)
- Slučování roku 1965: připojení obcí Esen a Kaaskerke (+2.423 obyvatel)
- Slučování roku 1977: připojení obcí Beerst, Driekapellen, Leke, Pervijze, Vladslo a Woumen; část obce Woumen připojena k obci Houthulst (+8.625 obyvatel)

## Partnerská města
- Ellesmere (Spojené království)
- Ploemeur (Francie)
- Rottach-Egern (Německo)
- Finnentrop (Německo)